# سباق الزمن للشابات في بطولة العالم لسباق الدراجات على الطريق 2022
سباق الزمن للشابات في بطولة العالم لسباق الدراجات على الطريق 2022 (بالإنجليزية: 2022 UCI Road World Championships – Women's junior time trial)‏ هو سباق دراجات هوائية، وهو الموسم الثامن والعشرين من سباق الزمن للشابات في بطولة العالم لسباق الدراجات على الطريق ‏، وأقيم في 20 سبتمبر 2022 ضمن سباقات بطولة العالم لسباق الدراجات على الطريق 2022.
فاز بالمركز الأول Zoe Bäckstedt ‏، وفاز بالمركز الثاني Justyna Czapla ‏، وفاز بالمركز الثالث Febe Jooris ‏.

## التصنيف العام النهائي
| التصنيف العام         | التصنيف العام   | التصنيف العام                        | التصنيف العام | التصنيف العام |
| المتسابقة             | المتسابقة       | الفريق                               | الوقت         |               |
| --------------------- | --------------- | ------------------------------------ | ------------- | ------------- |
| 1                     | Zoe Bäckstedt ‏  | بريطانيا العظمى                      | 18 د 27 ث     |               |
| 2                     | Justyna Czapla ‏ | فريق ألمانيا لركوب الدراجات للسيدات ‏ | + 1 د 36 ث    |               |
| 3                     | Febe Jooris ‏    | فريق بلجيكا لركوب الدراجات للسيدات ‏  | + 1 د 49 ث    |               |
|                       |                 |                                      |               |               |
| مصدر: ProCyclingStats |                 |                                      |               |               |

## وصلات خارجية
- الموقع الرسمي
- لمحة عن سباق سباق الزمن للشابات في بطولة العالم لسباق الدراجات على الطريق 2022 على موقع  ProCyclingStats   (برو  سايكلنج  ستاتس) - إحصاءات  محترفي  الدراجات.
- سباق الزمن للشابات في بطولة العالم لسباق الدراجات على الطريق 2022 على موقع إحصائيات الدراجات الإحترافية (الإنجليزية)